# تشارلز د. بارني
تشارلز د. بارني (بالإنجليزية: Charles D. Barney)‏ هو تاجر أسهم أمريكي، ولد في 9 يوليو 1844، وتوفي في 24 أكتوبر 1945.